# Joaquín Novoa
Pour les articles homonymes, voir Novoa.
Joaquín Novoa Mendez (né le 25 août 1983) est un coureur cycliste espagnol. Il s'est engagé pour 2009 avec la formation Cervélo. Stagiaire chez CSC Saxo Bank à la fin de la saison 2007 grâce à Carlos Sastre, il n'avait pas obtenu de contrat professionnel.

## Biographie
Joaquín Novoa, vainqueur des deux étapes et du classement général de la Ruta del Vino en 2006 avec les amateurs, est un proche de Carlos Sastre. Sur sa recommandation, il intègre l'équipe ProTour CSC Saxo Bank à la fin de 2007 comme stagiaire, sans pour autant disputer de courses. Il prend part à des camps d'entraînement avec la formation danoise à Majorque et Los Angeles au début de 2008, mais n'obtient pas de contrat professionnel. Il suit Sastre dans la nouvelle équipe Cervélo Test Team l'année suivante et passe proche de la victoire lors du Tour d'Autriche, où il n'est devancé 
que par son compagnon d'échappée Jan Barta sur la quatrième étape.
Novoa n'occupe qu'un rôle d'équipier et n'obtient pas de résultat significatif lors de son passage chez Cervélo. Lorsque son équipe disparaît à la fin de 2010, il ne retrouve pas de contrat et retourne courir en amateurs.

### Dopage
Joaquin Novoa, tout comme Miguel Ángel Candil, aurait pu signer son contrat professionnel dès 2007 avec l'équipe danoise Designa Køkken, mais ils furent exclus en répercussion à l'Affaire Puerto pour le seul motif d'être de nationalité espagnole.
Début 2011, il est cité dans l'Operación Galgo en raison de l'implication de son entraîneur José Luis Pascua, et est invité à témoigner sur son éventuel rôle dans l'affaire. Cette opération antidopage menée en Espagne en 2010 a permis l'identification d'un vaste réseau de diffusion de produits dopants dans plusieurs sports, dont l'athlétisme et le cyclisme. Novoa, qui a nié toute implication, a déclaré que cette affaire « (lui) a fermé des portes dans (sa) carrière sportive ».

## Palmarès
- 2006
  - Rutas del Vino
    - Classement général
    - 1re et 2e étapes

  - 2e du Tour de Tolède
- 2007
  - 2e du Mémorial Valenciaga